# Brüder Cogniard
Charles-Theodor (* 30. April 1806 in Paris, † 13. Mai 1872 ebenda) und Jean-Hippolyte Cogniard (* 20. November 1807 ebenfalls in Paris, † 6. Februar 1882 ebenda) sind Bühnenautoren und französische Theaterdirektoren. Sie verfassten gemeinsam an die 200  Komödien, Revuen, Märchenspiele und Operetten.

## Leben und Wirken
Theodor Cogniard und Hippolyte Cogniard wurden als die „siamesischen Zwillinge des Vaudeville“ bekannt und leiteten das Théâtre de la Porte Saint-Martin von 1840 bis 1845 gemeinsam. Danach übernahm Hippolyte allein die Direktion für das Théâtre du Vaudeville und von 1854 bis 1869 das Théâtre des Variétés, wo er die Operette bekannt machte und durchsetzte. Unter seiner Direktion schuf Jacques Offenbach seine bedeutendsten Werke: Die schöne Helena, Ritter Blaubart, Die Großherzogin von Gerolstein und La Périchole. 1869 erwirbt er im Auftrag seines Sohns Léon den Cirque Impérial, den sie in Théâtre du Château d'Eau umbenennen und dessen Leitung er nach dem vorzeitigen Tod von Léon im März 1870 übernimmt.
Als Bühnenautoren produzierten die Brüder Cogniard von 1830 an eine beeindruckende Anzahl von Stücken, Märchenspielen und Revuen, für die sie zeitweise mit bedeutenden Autoren wie Hector Crémieux, Louis François Clairville oder Paul Siraudin zusammenarbeiteten. Das Märchenspiel La Chatte blanche aus dem Jahr 1852 gilt als ihr größter Erfolg.

### Chauvinismus
Der Begriff Chauvinismus geht auf die Figur des Nicolas Chauvin (* um 1790) zurück, die in dem Theaterstück La Cocarde tricolore 1831 unter der Leitung der beiden Brüder zur Aufführung kam. Der mehrfach verstümmelte Soldat Nicholas Chauvin wurde aufgrund seiner Opferbereitschaft zwar persönlich von Napoleon Bonaparte hoch ausgezeichnet, nach der Ära Napoleon geriet er jedoch zu einer Spottfigur. Erst mit der feministischen Emanzipation in der Mitte des 20. Jahrhunderts sollte der Begriff Chauvinismus eine andere Bedeutung bekommen.

## Wichtige Bühnenwerke

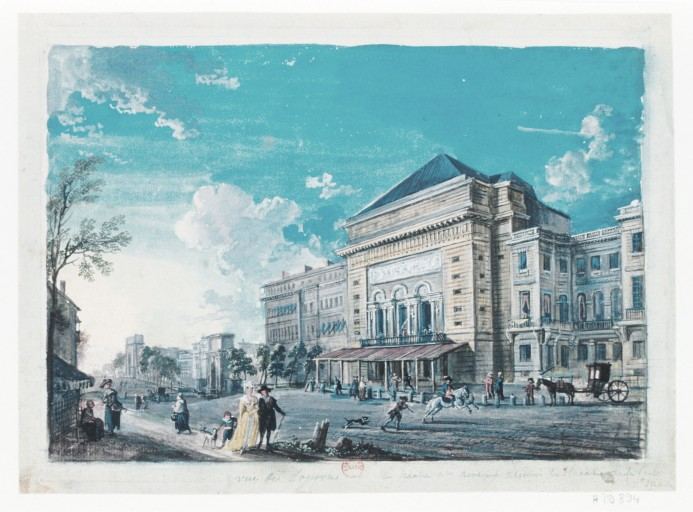
Théâtre de la Porte Saint-Martin. Aquarell von Jean-Baptiste Lallemand, um 1790. Links vom Theater ist Porte Saint-Martin, ein wenig weiter Porte Saint-Denis zu sehen

| - La Cocarde tricolore - La Révolte des modistes - Les Deux Borgnes - L'Agnès de Belleville (zusammen mit Paul de Kock) - Bobêche et Galimafré - La Fille de l'air, - Les Enfants du délire - Le Naufrage de la Méduse - Les Mille et une nuits - La Biche aux bois - La Cornemuse du diable | - Le Royaume du calembourg - La Poudre de perlimpinpin - Le Monde camelotte - Les Bibelots du diable - La Grande Marée - Sans queue ni tête (zusammen mit Crémieux) - La Reine Crinoline ou Le royaume des femmes - Les Compagnons de la truelle (zusammen mit Clairville) - Les Bêtises d'hier (zusammen mit Clairville und Siraudin) - La Chatte blanche, ein Märchenspiel |